# 디 엠파이어 : 법의 제국
《디 엠파이어 : 법의 제국》은 2022년 9월 24일부터 2022년 11월 13일까지 방송되었던 JTBC 토일 드라마였다.

## 기획 의도
세습을 꿈꾸는 대한민국 최고 법복 귀족들의 추잡한 스캔들을 그린 드라마

## 제작진

### 제작사
- JTBC스튜디오
- 셀트리온 엔터테인먼트

### 극본
- 오가규

### 연출
- 유현기 : KBS 1TV 대하 드라마 《서울 1945》(공동 연출), KBS 2TV 《KBS 드라마시티 - 쉿, 거기 천사》(연출), KBS 1TV 전원 드라마 《산너머 남촌에는》(공동 연출), KBS 2TV 《KBS 드라마시티 - 그녀의 별이 반짝일때》(연출), KBS 2TV 《KBS 드라마시티 - 아버지의 이름으로》(연출), KBS 2TV 월화 드라마 《공부의 신》(연출), KBS 2TV 월화 드라마 《브레인》(연출), KBS 2TV 주말 드라마 《내 딸 서영이》(연출), KBS 2TV 수목 드라마 《착하지 않은 여자들》(공동 연출), KBS 2TV 월화 드라마 《최고의 이혼》(연출), KBS 2TV 월화 드라마 《영혼수선공》(연출) 연출
- 김성진 : JTBC 금토 드라마《부부의 세계》(공동 연출) 연출

## 등장 인물

### 주요 인물
- 김선아 : 한혜률 역 - 서울중앙지검 특수부 부장, 건도와 광전의 첫째 딸. 근우의 아내
- 안재욱 : 나근우 역 - 민국대 로스쿨 교수, 건도와 광전의 사위. 혜률의 남편
- 이미숙 : 함광전 역 - 민국대 로스쿨 원장, 민헌의 딸. 건도의 아내. 혜률의 어머니. 근우의 장모
- 송영창 : 한건도 역 - 로펌 함앤리의 대표 변호사, 광전의 남편. 혜률의 아버지. 근우의 장인. 민헌의 사위
- 신구 : 함민헌 역 - 광전의 아버지, 애헌의 남편. 건도의 장인. 혜률의 외할아버지
- 오현경 : 이애헌(김양선) 역 - 민헌의 아내, 광전의 의붓어머니. 건도의 장모

### 한혜률 가족
- 권지우 : 한강백 역 - 근우와 혜률의 아들, 민국대 로스쿨생. 강예의 오빠. 건도와 광전의 외손자. 민헌과 애헌의 증손자
- 김정 : 한무률 역 - 건도와 광전의 둘째 딸, 중앙지법 판사. 민헌과 애헌의 외손녀. 혜률과는 나이차이가 꽤 나는 광전과 건도 사이의 둘째 딸이자 막내
- 최정운 : 한강예 역 - 근우와 혜률의 딸, 강백의 여동생. 건도와 광전의 외손녀. 민헌과 애헌의 증손녀

### 민국대 로스쿨
- 주세빈 : 홍난희 역 - 민국대 로스쿨생, 아정의 친구, 근우의 내연녀
- 정재오 : 정경윤 역 - 강백의 학부 친구
- 이가은 : 장지이 역 - 장일의 외동딸
- 방주환 : 유현 역 - 편모 가정 집안의 아들, 민국대 로스쿨생
- 권소이 : 이아정 역 - 난희의 룸메이트
- 김영웅 : 황용지 역 - 민국대 로스쿨 교수, 형법과 형사소송법을 가르치는 근우의 동료 교수
- 김균하 : 윤구령 역 - 민국대 로스쿨생

### 검찰청 인물
- 이문식 : 장일 역 - 서울중앙지검 검사장, 지이의 아버지
- 김형묵 : 고원경 역 - 서울중앙지검 반부패수사부 부장검사, 혜률의 전남편이자 강백의 친부
- 한준우 : 오성현 역 - 서울중앙지검 반부패수사부 검사, 혜률의 후배

### 경찰서 인물
- 박진우 : 지구원 역 - 사사건건 검찰과 각을 세우면서 좌천에 좌천을 거듭하고, 한강 이남으로만 떠돌면서 얻은 것은 영,호남을 아우르는 사투리 뿐
- 우지현 : 왕중진 역 - 조부모 손에 자라 서울살이 10년이 넘었어도 구수한 전라도 사투리를 자랑한다. 지형사의 영혼의 단짝...까지는 좀 그렇고 환상의 짝꿍 정도는 되는 꽤 괜찮은 형사다

### 기타 인물
- 김원해 : 돌핀 역 - 본명 지준기, '지회장'이라고 불린 사람
- 태인호 : 남수혁 역 - 건도의 오른팔
- 임세미 : 윤은미 역 - SBC 방송국 기자
- 박철호 : 윤 국장 역 - 기자 출신의 MBS 간판 앵커이자 보도국 국장
- 최정우 : 안 수석 역 - 청와대 민정수석
- 권오경 : ○○○ 역 - 검찰 수사관
- 이승형
- 곽승남
- 민응식
- 정지순 : 김 셰프 역

### 특별 출연
- 고건한 : 진행자 역
- 반효정
- 남명렬
- 김병기

## 시청률
최저 시청률과 최고 시청률은 시청률 조사회사와 지역별로 시청률에 차이가 있을 수 있습니다.
| 시즌 | 시즌 | 에피소드 번호 | 에피소드 번호 | 에피소드 번호 | 에피소드 번호 | 에피소드 번호 | 에피소드 번호 | 에피소드 번호 | 에피소드 번호 | 에피소드 번호 | 에피소드 번호 | 에피소드 번호 | 에피소드 번호 | 에피소드 번호 | 에피소드 번호 | 에피소드 번호 | 에피소드 번호 | 평균 |
| 시즌 | 시즌 | 1             | 2             | 3             | 4             | 5             | 6             | 7             | 8             | 9             | 10            | 11            | 12            | 13            | 14            | 15            | 16            | 평균 |
| ---- | ---- | ------------- | ------------- | ------------- | ------------- | ------------- | ------------- | ------------- | ------------- | ------------- | ------------- | ------------- | ------------- | ------------- | ------------- | ------------- | ------------- | ---- |
|      | 1    | 564           | 650           | 413           | 775           | 497           | 849           | 395           | 655           | 371           | 691           | 397           | 없음          | 608           | 467           | 600           | 832           | N/A  |

| 2022년 | 2022년    | 2022년         | 2022년       | 2022년 |
| 회차   | 방송일    | AGB 시청률     | AGB 시청률   |        |
| 회차   | 방송일    | 대한민국(전국) | 수도권(서울) |        |
| ------ | --------- | -------------- | ------------ | ------ |
| 제1회  | 9월 24일  | 2.399%         | 2.542%       |        |
| 제2회  | 9월 25일  | 3.003%         | 3.401%       |        |
| 제3회  | 10월 1일  | 1.885%         | 2.042%       |        |
| 제4회  | 10월 2일  | 3.414%         | 3.150%       |        |
| 제5회  | 10월 8일  | 2.120%         | 2.195%       |        |
| 제6회  | 10월 9일  | 3.883%         | 3.859%       |        |
| 제7회  | 10월 15일 | 2.146%         | 1.803%       |        |
| 제8회  | 10월 16일 | 2.917%         | 2.750%       |        |
| 제9회  | 10월 22일 | 1.695%         | 1.562%       |        |
| 제10회 | 10월 23일 | 3.062%         | 2.757%       |        |
| 제11회 | 10월 29일 | 1.844%         | 빈칸         |        |
| 제12회 | 11월 5일  | 1.573%         | 빈칸         |        |
| 제13회 | 11월 6일  | 2.844%         | 2.702%       |        |
| 제14회 | 11월 12일 | 2.115%         | 빈칸         |        |
| 제15회 | 11월 13일 | 2.811%         | 2.445%       |        |
| 제16회 | 11월 13일 | 4.036%         | 3.725%       |        |

## 참고 사항
- 최정우, 유현기 PD는 KBS 2TV 주말 드라마 《내 딸 서영이》, KBS 2TV 월화 드라마 《최고의 이혼》, KBS 2TV 수목 드라마 《착하지 않은 여자들》, KBS 2TV 수목 드라마 《영혼수선공》에 이어서 다섯 번째로 재회하여 합류하였다.
- 최정우, 안재욱은 KBS 2TV 주말 드라마 《아이가 다섯》 이후 6년 만에 재회하여 캐스팅 되었다.
- 이문식, 김형묵, 김원해는 SBS 금토 드라마 《열혈사제》 이후 3년 만에 재회하여 캐스팅 되었다.
- 김원해, 한준우는 SBS 금토 드라마 《악의 마음을 읽는 자들》 이후 8개월 만에 재회하여 캐스팅 되었다.
- 신구, 오현경은 KBS 2TV 주말 드라마 《월계수 양복점 신사들》 이후 6년 만에 재회하여 캐스팅 되었다.

## 결방
- 2022년 10월 30일 : 서울 이태원 압사 사고 참사 관련 뉴스 특보 편성으로 인한 결방.

## 같이 보기
- 대한민국의 텔레비전 드라마 목록 (ㄷ)
- 2022년 대한민국의 텔레비전 드라마 목록